# Ingbergracht

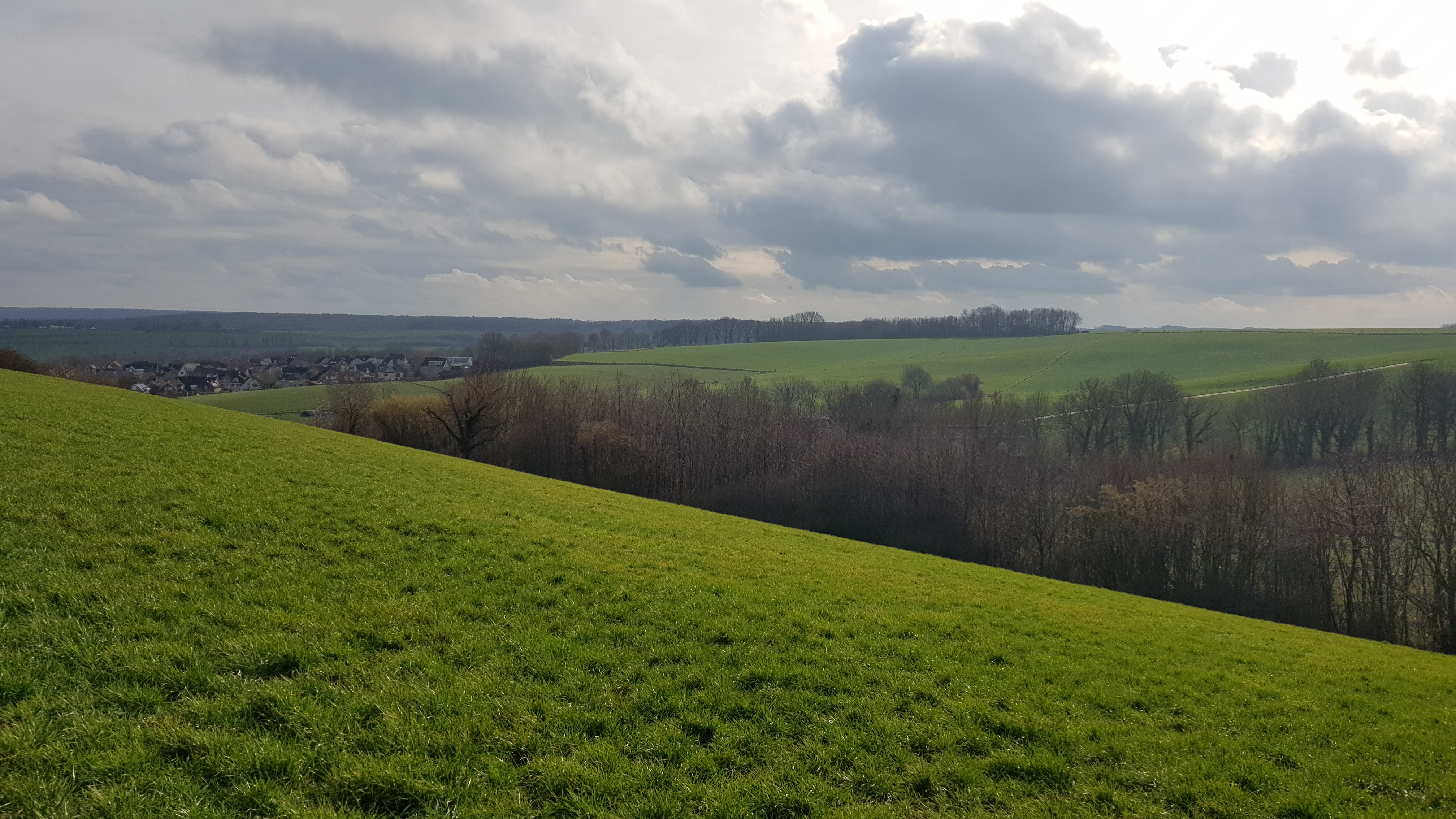
Ingbergracht

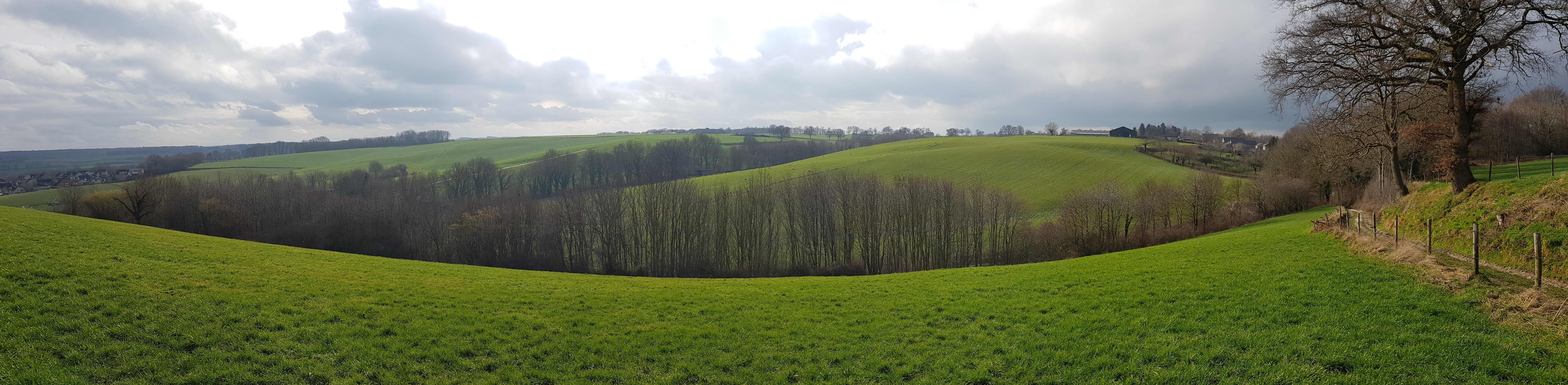
Ingbergracht

De Ingbergracht is een droogdal in Nederlands Zuid-Limburg in de gemeente Gulpen-Wittem. Het dal ligt ten noordwesten van Gulpen en ten oosten van Ingber. De Ingbergracht ligt in de oostelijke rand van het Plateau van Margraten in de overgang naar het Gulpdal. Ongeveer een kilometer naar het noorden ligt het Beertsengrub en op ongeveer een kilometer naar het zuiden de Vosgrub.
Het dal begint aan de oostkant van Ingber en loopt richting het oosten om bij Gulpen uit te monden in het Gulpdal. Door het dal loopt de Ingberdorpsstraat.

## Geologie
In de Ingbergracht komt kalksteen van de Formatie van Gulpen dicht aan het oppervlak. Boven het kalksteenpakket liggen de afzettingen uit het Laagpakket van Simpelveld bestaande uit zand en Maasgrind dat hier door de Oostmaas/Westmaas werden afgezet. Daar bovenop werd löss afgezet uit het Laagpakket van Schimmert.